# Laphystia stigmaticallis
Laphystia stigmaticallis är en tvåvingeart som beskrevs av Jacques-Marie-Frangile Bigot 1878. Laphystia stigmaticallis ingår i släktet Laphystia och familjen rovflugor.
Artens utbredningsområde är Sri Lanka. Inga underarter finns listade i Catalogue of Life.